# 만덕선
만덕선(滿德線)은 함경남도 허천군에 있는 허천역과 만덕역을 연결하는 철도 노선이다.

## 노선 정보
- 구간과 거리 : 허천역—만덕역 10.0km
- 역 수 : 3개(양단역 포함)
- 궤도 간격 : 1435mm
- 전철화 구간 : 전 구간(직류 3000V)
- 복선 구간 : 없음

## 역목록
| 역이름     | 구역명     | 영업 거리 (km) | 접속노선 | 소재지          |
| ---------- | ---------- | -------------- | -------- | --------------- |
| 허천(虛川) | 고성(古城) | 0.0            | 허천선   | 함경남도 허천군 |
| 부동(釜洞) |            |                |          | 함경남도 허천군 |
| 만덕(滿德) |            |                |          | 함경남도 허천군 |

## 참고 문헌
- 고쿠부 하야토(国分隼人), 《장군님의 철도-북조선 철도사정(将軍様の鉄道 北朝鮮鉄道事情)》, 新潮社, 2007, ISBN 978-4-10-303731-6